# Umberto Marzocchi
Umberto Marzocchi (Firenze, 10 ottobre 1900 – Savona, 4 giugno 1986) è stato un antifascista e anarchico italiano.

## Biografia
Umberto Marzocchi è stato un militante anarchico, combattente negli Arditi del Popolo, militante antifascista nella guerra di Spagna, soldato della legione straniera francese nel 1940 (per poter avere documenti validi in Francia), partigiano nella lotta di Resistenza francese, uno fra i massimi dirigenti anarchici in Italia dal 1945 contribuendo in modo significativo al Congresso di Carrara  della  Federazione anarchica italiana, e uno dei rifondatori dell'Internazionale Anarchica.
Umberto Marzocchi giovanissimo è assunto come operaio alle officine Vickers alla Spezia, dopo la prima guerra mondiale, dato il suo carattere temerario si dedica all'agitazione e propaganda politica nel biennio rosso, lavorando per la costituzione dell'Unione anarchica italiana, mentre in fabbrica il suo lavoro sindacale è nell'Unione Sindacale Italiana. Le sue capacità di intervento e di temerarietà gli fruttano il soprannome di Lenin e durante i fatti di Sarzana è fra gli Arditi del Popolo che impartiscono una durissima lezione agli squadristi fascisti.
La Spezia, Livorno, Piombino, Pisa, Livorno, sono zone in cui lo squadrismo fascista imperversa e la risposta delle organizzazioni paramilitari antifasciste è proporzionata agli attacchi.
In particolare alla Spezia e in Lunigiana vi è un gran fermento per lo sviluppo industriale avuto alla creazione dell'arsenale militare spezzino. La necessità di manodopera per l'edificazione ha come conseguenza  una formazione di classe operaia di importazione per diversi  aspetti simile a quella di Oltretorrente di Parma: non per niente la risposta allo squadrismo fascista sarà dello stesso tipo: dura e organizzata. Alla Spezia in quel momento sono presenti personaggi di combattenti del movimento operaio della caratura di Pasquale Binazzi e rappresentanti del futurismo di sinistra del calibro di Renzo Novatore e Auro d'Arcola nonché dell'anarchismo come Dante Carnesecchi.
L'avvento del fascismo costringe Marzocchi, onde evitare vendette, a riparare prima a Nizza poi a Lilla, dove Marzocchi è coinvolto nelle attività della gran massa di anarchici presenti nel fuoriuscitismo italiano; ne conseguono arresti e fermi di polizia.
A Sartrouville, Parigi, fa parte del "Comitato Libertario segreto" per la lotta antifascista, nel 1935, organo esecutivo ristretto e clandestino, sorto dal "Convegno d'Intesa" degli emigrati italiani di matrice anarchica. Allo scoppio della guerra di Spagna è immediatamente a combattere contro i fascisti. Sarà lui che riconoscerà i cadaveri di Camillo Berneri e di Francisco Barbieri trucidati dagli emissari di Stalin.
Nel 1937, alla sconfitta dei repubblicani spagnoli e dopo le lotte fratricide che fecero scorrere non poco sangue fra spezzoni stalinisti delle Brigate Internazionali, da una parte, e POUM e formazioni  anarchiche dall'altra, Marzocchi ripara nuovamente in Francia come molti combattenti antifranchisti. La polizia lo sorveglia e gli impedisce quindi l'azione per cui Marzocchi decide di arruolarsi nella Legione straniera per poter successivamente aver documentazione "pulita".
Nella situazione confusa creata anche dalla repentina sconfitta militare della Francia e dalla sua invasione da parte dell'esercito tedesco, Marzocchi può entrare a far parte della Resistenza francese, nelle cui file combatte fino al termine del conflitto per poi rientrare in Italia nel 1945.
A quel punto si dedica alla riorganizzazione della Federazione Anarchica Italiana (FAI). 
Nel seguito la vita di Marzocchi scorre assieme a quella della FAI, che si scinde, prima negli anni 1950 con la formazione dei GAAP, poi nel congresso del 1965 con la nascita dei Gruppi di iniziativa anarchica.
Marzocchi non assume posizioni settarie ma rimane all'interno della FAI, per la ricostruzione di tale organizzazione assieme a Alfonso Failla, Mario Mantovani e Ugo Mazzucchelli, già comandante del Battaglione Lucetti. Scopo suo e dei compagni è far risorgere l'Internazionale Anarchica,  scopo perseguito durante il Congresso Internazionale di Carrara del 1968. Grazie alla determinazione e alla concretezza di questi vecchi militanti anarchici  si riesce a superare lo spinoso periodo successivo alla strage di Piazza Fontana, ottenendo il risultato di far ribaltare la situazione e limitare le persecuzioni in atto verso gli anarchici, pervenendo, se non alla verità in ambito giuridico, quantomeno alla matrice storica della strage che non era per nulla anarchica.
La militanza di Umberto Marzocchi prosegue senza soste e l'ultimo arresto lo subisce in Spagna all'età di 77 anni, viene preso in  una riunione clandestina di ristrutturazione dell'anarchismo spagnolo. La sua attività nel contempo si indirizza verso l'ala pacifista dando vita insieme allo scrittore Carlo Cassola alla Lega per il Disarmo Unilaterale dell'Italia.
Scompare nel 1986 all'età di 86 anni.